# عباس مرادیان
عباس مرادیان متولد ۱۳۴۸  تهران کارگردان و فیلم‌نامه‌نویس ایرانی است. وی فیلمنامه نویس و کارگردان سینمای کمدی ایران می باشد.

## بیوگرافی
عباس مرادیان فیلمنامه نویس، تهیه کننده و کارگردان ایرانی ساکن تهران است تحصیلات ایشان کارشناسی سینما است. او از سال ۱۳۶۵ با نگارش فیلمنامه و در مقام نویسنده به سینما وارد شد. او نویسندگی فیلمنامه های پلکان مرگ، شرط ازدواج، مامان بهروز منو زد، به من نگو دزد، دلقکها، سریال کیفر را برعهده داشته است.

## فیلم شناسی
- فیلم سینمایی لجبازی ۱۴۰۱
- کلاشینکف های آمریکایی ۱۳۹۹
- چهل و سه روز تهیه کننده و تدوین ۱۳۹۸
- فتح محال ۱۳۹۶
- پای پیاده روی آب
- اویلند ۱۳۹۶
- قصه های آدم عجیب ۱۳۹۶
- فیلم سینمایی گروه آلما ۱۳۹۶
- کیفر ۱۳۹۳
- فیلم شتر مرغ ۱۳۹۲
- گواهینامه (فیلمنامه نویس) ۱۳۹۰
- نفر دهم ۱۳۹۰
- به من نگو دزد ۱۳۸۹
- شرط ازدواج ۱۳۸۹
- ‏با من شوخی نکن ۱۳۸۹
- دلقک‌ها ۱۳۸۸
- مامان بهروز منو زد ۱۳۸۸
- بابای اجباری ۱۳۸۸
- رد پایی در بزرگراه ۱۳۸۷